# S/PDIF
Az S/PDIF (Sony/Philips Digital Interface Format) egy olyan csatoló forma, amely digitalizált hangkivezetésre szolgál informatikai és szórakoztató elektronikai eszközök magas minőségű digitalizált hangok átadásánál.
Az S/PDIF használatával nincs szükség több kábelen keresztüli adatvitelre, hanem egy szabványos csatolófelületen keresztül lehet átvinni a digitalizált jeleket, de használható földhurok és egyéb zajok eltüntetésére is.
Sztereo módban PCM jellel működik (Pulse Code Modulation), ezáltal a zajokat a dekóder semminek veszi. Maximum 5 méterig hosszabbítható. A hang minősége a DAC felbontásától függ (16, 24, 32 bit).